# Abkommen von Taif
Das Abkommen von Taif vom 22. Oktober 1989 beendete den libanesischen Bürgerkrieg. Es war das zweite Abkommen, das in der saudi-arabischen Stadt Ta'if  abgeschlossen wurde.

## Der Weg zum Abkommen
Zu Beginn der 80er Jahre, als der libanesische Bürgerkrieg eskalierte, kam es zu mehreren Initiativen, einen Friedensvertrag auszuhandeln. Im Jahr 1985 wurde zunächst das sogenannte Tripartite Agreement von Damaskus abgeschlossen. Dies war von den drei wichtigsten Milizenführern der Stunde, Elie Hobeika (für die Forces Libanaises), Walid Jumblat (PSP) und Nabih Berri unter syrischem Patronat ausgehandelt worden. Es scheiterte jedoch nicht zuletzt an der fehlenden Legitimation der Milizenführer in den Augen ihrer Religionsgefährten, die sie angeblich vertraten. Insbesondere in der maronitischen Bevölkerung stieß das Abkommen auf vehementen Widerstand.
Nach dem Scheitern des Tripartite Agreements folgten weitere Initiativen, denen jedoch kaum öffentliche Aufmerksamkeit zuteilwurde.
Im Jahr 1989 verschlechterte sich die politische Lage im Libanon dramatisch. Für den amtierenden Präsidenten Amin Gemayel konnte kein Nachfolger gefunden werden, der von allen Bevölkerungsgruppen akzeptiert wurde. Das Amt des Präsidenten der Republik wurde so erstmals vakant. In einer letzten Amtshandlung setzte Amin Gemayel den Maroniten Michel Aoun zum Premierminister ein. Eigentlich war dieses Amt nach dem Nationalpakt von 1943 einem sunnitischen Muslim vorbehalten (obwohl es schon zuvor kurzzeitig einen maronitischen Premierminister gegeben hatte). Die Vorgängerregierung unter Selim al-Hoss erkannte diese Besetzung des Amtes des Ministerpräsidenten jedoch nicht an, so dass es nun faktisch zwei Regierungen im Libanon gab.
Ausgelöst durch den Krieg der Nationalen Befreiung, den Michel Aoun ausgerufen hatte, und dessen erklärtes Ziel es war, Syrien aus dem Libanon zu vertreiben, verschlechterte sich nun auch die humanitäre Lage im Bürgerkriegsland. Eine erneute internationale Intervention schien schon in Aussicht, wurde jedoch letztendlich von einer Annäherung zwischen Syrien und den USA vor dem Hintergrund des heraufziehenden Golfkrieges verhindert.
Angesichts des Scheiterns der Konfliktlösung sowohl durch militärische Mittel als auch durch einen verhandelten Frieden zwischen den wichtigsten Milizenführern startete die Arabische Liga eine Initiative, deren Ziel es war, die Abgeordneten des libanesischen Parlamentes an einem neutralen Ort zu vereinigen, so dass sie dort „in Ruhe“ einen Friedensvertrag aushandeln könnten. Dieser Plan stieß bei fast allen Seiten auf Zustimmung. Schließlich versammelte sich das Parlament, das zum letzten Mal im Jahr 1972 gewählt worden war, in der saudi-arabischen Stadt Ta'if.
Dieses Parlament war noch nach der alten Formel 6:5 Christen zu Muslime besetzt. Von den Abgeordneten waren 1982 noch 92 und 1989 noch 78 am Leben. Der 1975 ausgebrochene Bürgerkrieg hatte Neu- oder Nachwahlen immer wieder verhindert.

## Der Weg zum Frieden
Die Verhandlungen in der Stadt Ta'if zogen sich jedoch erheblich länger hin als vorhergesehen. Die Visa der libanesischen Abgeordneten liefen schon bald ab. Da die Rolle Syriens im Libanon besonders umstritten war, wurde dieses Thema zunächst von den übrigen Verhandlungen entkoppelt. Die Diskussionen über die innerstaatlichen Reformen wurden daher als erstes diskutiert, jedoch unter dem Vorbehalt, dass die dort erzielte Einigung nur gelten solle, wenn auch über die Beziehungen zu Syrien Einigkeit erreicht würde.
Die umstrittensten Verfassungsänderungen lagen auf drei Gebieten: (1) Die Rolle des Präsidenten, (2) die Funktion des Parlamentssprechers und (3) die grundlegende Reform des konfessionellen politischen Systems.

### Das Amt des Präsidenten
Seit dem Nationalen Pakt von 1943 war das Amt des Präsidenten einem maronitischen Christen vorbehalten. Der Ministerpräsident sollte dafür immer ein sunnitischer Muslim sein, und das Amt des Parlamentssprechers sollte von einem schiitischen Muslim übernommen werden.
Die Kompetenzen des Präsidenten wurden in Ta'if stark beschnitten. Dennoch wurden ihm nicht nur repräsentative Funktionen belassen, sondern er blieb u. a. oberster Befehlshaber des Militärs. Des Weiteren erhielt er auch weitreichende soft powers. Auch wenn er nicht mehr per Dekret regieren kann, so stehen ihm verschiedene Mittel zur Verfügung, lenkend in den politischen Prozess einzugreifen.
Seine exekutiven Funktionen wurden weitgehend auf das Kabinett übertragen. In der Praxis jedoch nahm diese Aufgaben zumeist der Ministerpräsident wahr.

### Der Parlamentspräsident
Äußerst umstritten war die Stärkung des Amtes des Parlamentspräsidenten. Hussein al-Husseini, der zu der Zeit dieses Amt ausübte, konnte sich hier auf voller Linie durchsetzen. Das Mandat wurde auf vier Jahre verlängert, seine Kompetenzen und Mitwirkungsbefugnisse wurden erheblich ausgeweitet.

### Reform des konfessionellen politischen Systems
Das libanesische politische System beruht auf der Aufteilung der Macht unter den verschiedenen konfessionellen Gruppen des Landes. Ein erklärtes Ziel einiger Bürgerkriegsparteien, u. a. der PSP war die komplette Säkularisierung des politischen Systems. Andere forderten gar die komplette Laïzisierung (also auch im gesellschaftlichen Bereich). Jedoch konnten sich diese Stimmen nicht durchsetzen. Und so wurde in das Abkommen von Taif lediglich ein programmatisches Bekenntnis aufgenommen, nachdem es das grundlegende Ziel aller sei, das konfessionelle System zu überwinden.

## Andere innenpolitische Reformen
Entgegen einer weitverbreiteten Ansicht äußert sich das Abkommen von Taif gar nicht zu der Frage nach der konfessionsbezogenen Ämterverteilung. Die 6:5-Formel wurde aufgehoben, und durch 50 % zu 50 % ersetzt. 
Die Bürgerkriegsmilizen sollten entwaffnet und aufgelöst bzw. in reguläre Parteien umgewandelt werden, eine neue libanesische Armee sollte (anstelle der Truppen Aouns) mit syrischer Hilfe aufgebaut werden.

## Verhältnis zu Syrien
Außenpolitisch wurden „besondere Beziehungen“ zwischen den beiden Ländern Libanon und Syrien vereinbart. Dadurch wurde der Spielraum libanesischer Entscheidungen, letztlich die Souveränität des Libanon, eingeschränkt. Das Abkommen sah den Abzug der syrischen Truppen vor, zuerst auf die Bekaa-Ebene und dann gemäß beiderseitigen Einvernehmen. Syriens Argument gegen einen Abzug war, dass dieser erst im Rahmen einer umfassenden Friedenslösung im Nahen Osten passieren kann. Das heißt, erst nach der Rückgabe der seit 1967 von Israel besetzten – und später annektierten – Golan-Höhen an Syrien und nach einer Lösung des Konfliktes zwischen Israel und den Palästinensern. 
Der Abzug der syrischen Truppen erfolgte 2005 auf internationalen Druck nach dem Attentat auf den Fahrzeugkonvoi des libanesischen Ex-Premiers Rafik al-Hariri. Syrien wurde von den USA indirekt und von der antisyrischen libanesischen Opposition direkt die Ermordung al-Hariris angelastet.

## Varia
Dem libanesischen Ökonomen und Journalisten Marwan Iskandar zufolge hat der am 14. Februar 2005 ermordete Ex-Premierminister Rafik Hariri zusammen mit Nasri Maalouf, einem libanesischen Politiker, einem Juristen und Linguisten, den Entwurf des Abkommens verfasst, bevor es durch Anmerkungen von libanesischen Politikern und Gruppierungen seine definitive Form erhielt.